# Grundlsee (See)
Der Grundlsee ist ein Bergsee am Südfuß des Toten Gebirges im steirischen Teil des Salzkammergutes. Er liegt auf 708 m ü. A. Am Nordwestufer befindet sich das Siedlungszentrum der Gemeinde Grundlsee. Der Abfluss des Grundlsees ist die Grundlseer Traun, die über die Traun in die Donau entwässert. Mit einer Fläche von 4,22 km² ist er der größte See der Steiermark. Der Grundlsee im Besitz der Österreichischen Bundesforste ist wegen seiner schönen Lage ein bedeutendes Tourismusziel und ein beliebter Badesee sowie ein Tauch- und Segelrevier. Jedes dritte Jahr findet am Grundlsee das Narzissenfest, Österreichs größtes Blumenfest, statt. Der See wird von einem Berufsfischer bewirtschaftet. Die Hauptfischart ist der Seesaibling (Salvelinus umbla), der als Ausseer Seesaibling vermarktet wird.

## Geographie
Der Grundlsee liegt vollständig im Gemeindegebiet von Grundlsee. Das Siedlungszentrum von Grundlsee befindet sich am Nordwestufer. Der See ist hufeisenförmig von Bergen des Toten Gebirges umgeben. Im Nordwesten beginnt mit der Trisselwand (1754 m ü. A.) ein Karstplateau, das sich über den schroff aufragenden Backenstein (1722 m ü. A.) bis zum Reichenstein (1913 m ü. A.) und den Siniweler (1907 m ü. A.) im Nordosten erstreckt. Am Ostufer befindet sich der Ortsteil Gößl mit der Gößler Wand. Im Süden erhebt sich der Ressen (1303 m ü. A.). Im Westen beginnt das Hügelland des Ausseer Beckens.
Der von Westsüdwest nach Ostnordost langgestreckte See hat eine Länge von 5,8 km und eine maximale Breite von 917 m. Die Oberfläche beträgt etwa 4,14 km², die durchschnittliche Tiefe ist 35 m. Die Seewanne zeigt besonders am Nord- und Südufer steil abfallende Hänge. Nur am Ost- und Westufer existieren flachere Bereiche mit allmählich zunehmenden Tiefen. Die tiefste Stelle des Sees befindet sich etwa in Seemitte, die größte Tiefe beträgt 62 m. Das Wasservolumen beträgt 145 Millionen Kubikmeter.
Der See ist über die Grundlseer Straße L703 erreichbar, die am Nordufer bis zur Ortschaft Gößl im Osten verläuft.

## Hydrologie
Das hydrologische Einzugsgebiet des Grundlsees hat eine Gesamtfläche von 125 km² und liegt zur Gänze im Toten Gebirge. Die Speisung des Sees erfolgt überwiegend durch den Toplitzbach, der den Toplitzsee entwässert, und den Stimitzbach. Toplitzbach und Stimitzbach münden unweit voneinander entfernt in den östlichen Bereich des Grundlsees. Die Ortschaft Gößl liegt auf dem Schwemmkegel des Toplitzbachs. Der Ortsteil Gaiswinkel wurde auf Schwemmkegel-Ablagerungen des Mühlbaches errichtet. Dieser baute wie auch der Zimitzbach beim Ortsteil Schachen ein kleines, nunmehr besiedeltes Delta in den See vor. Weitere nennenswerte Zuflüsse sind der Lackenkogelbach, der Arzbergbach und der Grasbergbach, die unweit voneinander zwischen Wienern und Gößl in den Grundlsee münden. Die Grundlseer Traun verlässt im Westen bei der Seeklause den See, wo eine Brücke über den Ausfluss führt. Der Abfluss beträgt 5,94 m³/s. Die theoretische Wassererneuerungszeit beträgt 0,9 Jahre.

## Geologie

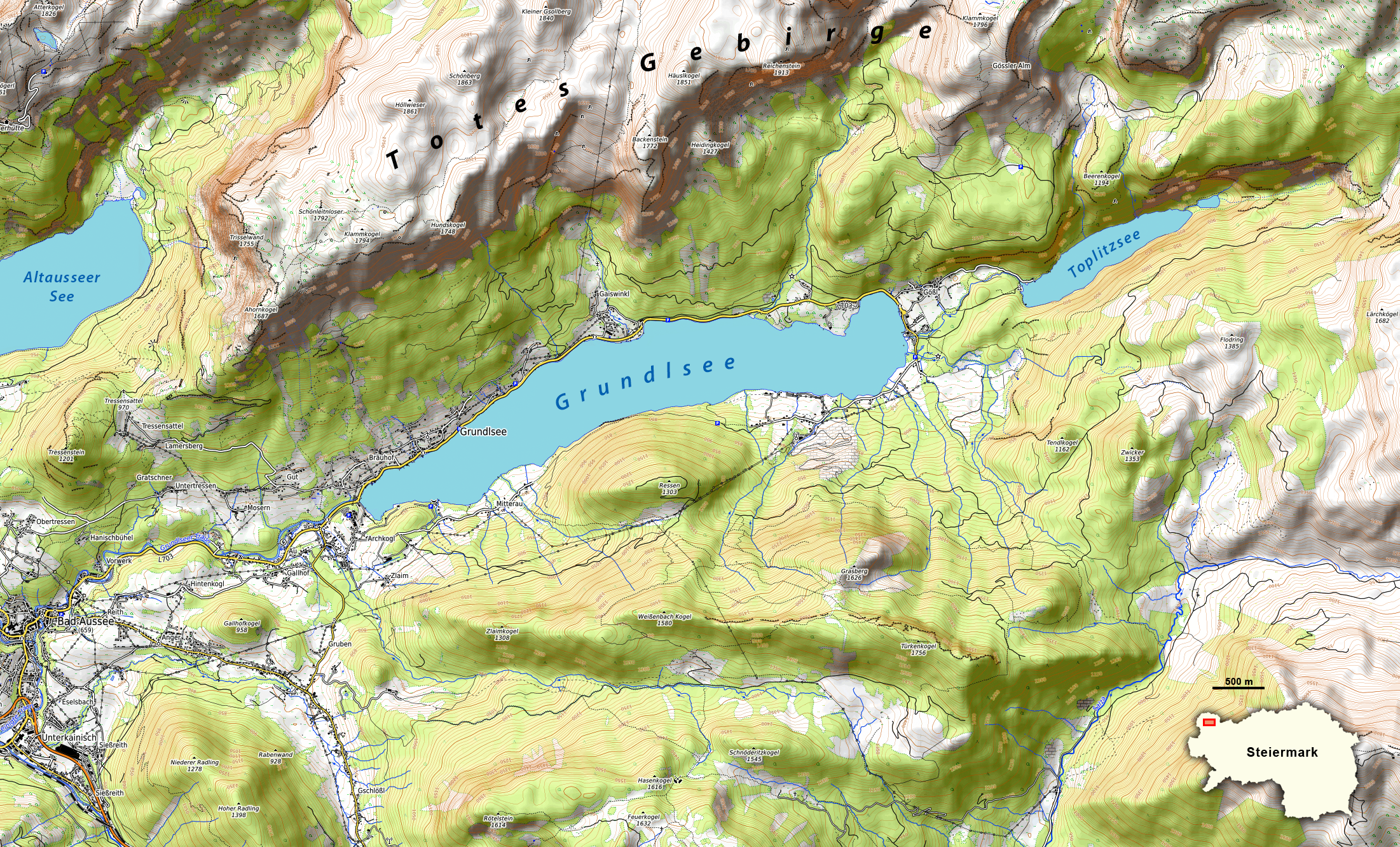
Topografische Karte des Grundlsees. Der Grundlsee-Lokalgletscher schürfte das Seebecken von Ost nach West aus.

### Tektonik
Der Grundlsee liegt am Südwestrand der Totengebirgsdecke (Tirolikum) und ist somit ein Teil der Nördlichen Kalkalpen. Diese Deckeneinheit besteht überwiegend aus mesozoischen Kalken und Dolomiten der Trias und des Jura. Die Seewanne des Grundlsees befindet sich entlang einer von Westsüdwest nach Ostnordost verlaufenden geologischen Störung. Diese als Toplitzsee-Störung bezeichnete Linie zieht über den Toplitz- und den Kammersee ins Tote Gebirge hinein. Rund um den See befinden sich Reste von End- und Seitenmoränen. Nördlich des Sees dominieren Tressenstein- und Plassenkalk, während im Süden Hallstätterkalk überwiegt. Den östlichen Bereich und somit auch das Haupteinzugsgebiet bildet der Dachsteinkalk. Am Südufer bei Wienern kommt auch Haselgebirge vor, wo die Firma Saint-Gobain Rigips Austria den Abbau dieser größten Gipslagerstätte der Ostalpen betreibt.

### Ehemalige Vergletscherung und Entstehung
Der eiszeitliche Grundlsee-Lokalgletscher, der vom Hochplateau des Toten Gebirges ins Ausseer Becken floss, folgte ebenfalls der störungsbedingten Schwächezone und erweiterte hierbei das Tal und schürfte das Zungenbecken des Grundlsees aus. An seinem westlichen Ende hinterließ der mächtige Gletscher einen mehrere Zehnermeter hohen Endmoränenwall, der den See abdämmt. Parallel zum Eisfreiwerden des übertieften Beckens bildete sich am Rand des Eiskörpers ein erster See aus. Auf diese Phase mit dem Eiskörper im Seebecken deutet die hohe Kante der Schuttbildung um das Becken des Grundlsees hin. Die Seefläche war ursprünglich größer und erstreckte sich in der späten Würm-Kaltzeit über den Toplitz- bis zum Kammersee. Nach dem endgültigen Verschwinden des Eises stellte sich der Schwemmkegel auf das heutige Seeniveau ein. In der Nacheiszeit veränderte das Seebecken infolge Verlandung ständig seine Form und wird in einigen zehntausend Jahren wieder verschwunden sein.

## Klima

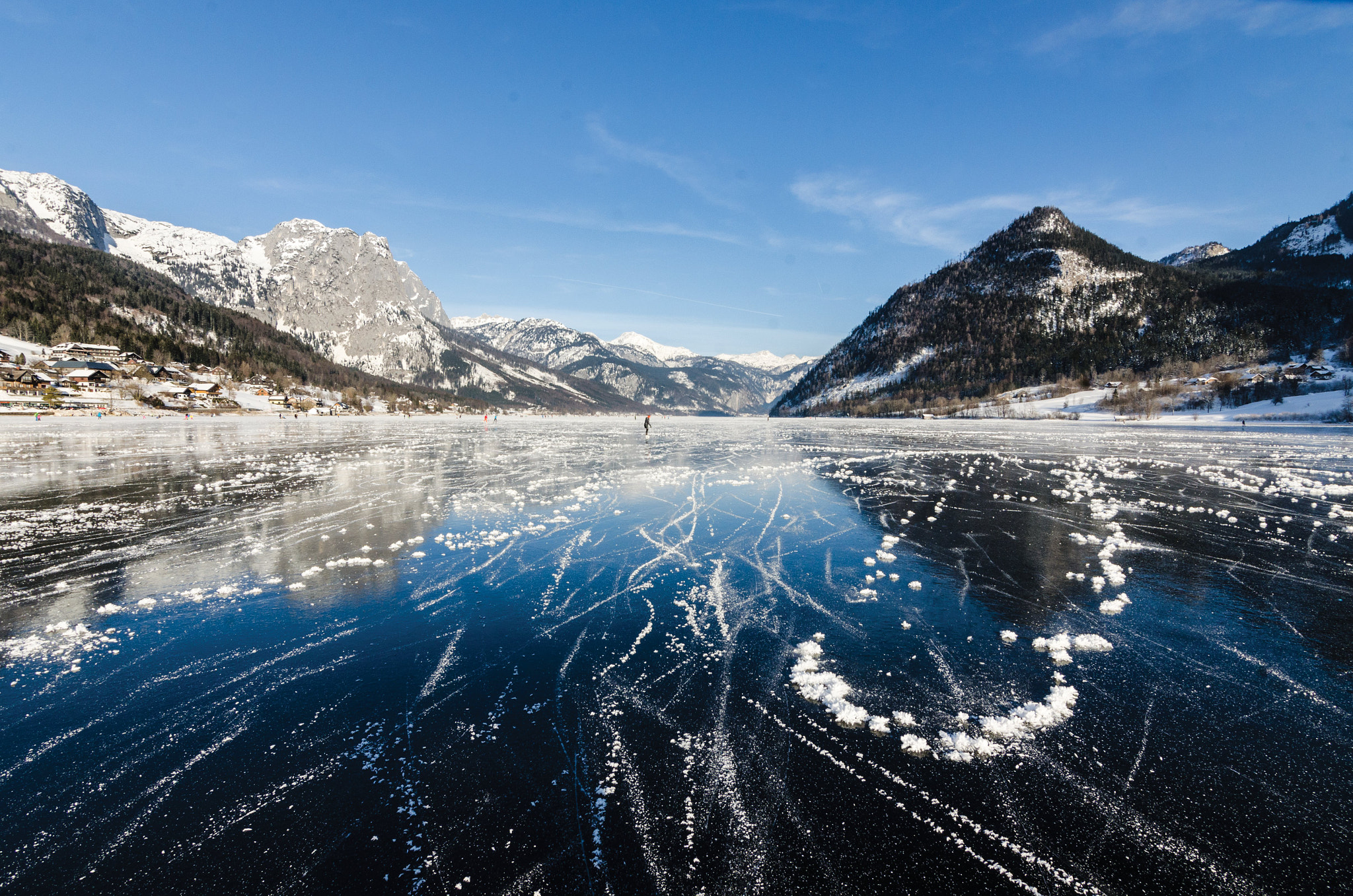
Der See friert im Winter oft vollständig zu wie hier im März 2017

Die Wetterwarte der Zentralanstalt für Meteorologie und Geodynamik im 3 km entfernten Bad Aussee stellt exakte Daten für den Grundlsee zur Verfügung. Die Klimadaten zeigen eine für die nördlichen Kalkalpen typische Temperatur- und Niederschlagsverteilung: kühle und niederschlagsreiche Sommer, mit einem Maximum von 15,6 °C bzw. 208 mm im Juli, und niederschlagsarme Winter, mit einem Temperaturminimum von −2,7 °C im Jänner. Der Niederschlag weist von Dezember bis Jänner ein Nebenmaximum auf. Der Jahresniederschlag betrug 1566 mm mit einer Jahresdurchschnittstemperatur von 7,7 °C. Bedingt durch den oftmaligen Wolkenstau am Rand des Toten Gebirges fällt im Bereich des Grundlsees überdurchschnittlich viel Niederschlag. Ein Vergleich mit dem Jahresniederschlag von 1222 mm in Bad Mitterndorf (803 m ü. A.) an der Südseite des Toten Gebirges zeigt bei ähnlicher Seehöhe und einer Entfernung von nur 10 km deutlich die Barrierewirkung des Toten Gebirges. Die Zeitdauer der winterlichen Schneebedeckung liegt bei etwa 126 Tagen.
|                        | Jan  | Feb  | Mär  | Apr  | Mai  | Jun  | Jul  | Aug  | Sep  | Okt  | Nov  | Dez  |   |      |
| Mittl. Temperatur (°C) | −2,7 | −1,2 | 2,7  | 7,5  | 12,8 | 15,6 | 17,6 | 16,9 | 12,7 | 8,4  | 2,6  | −1,4 | ⌀ | 7,7  |
| Mittl. Tagesmax. (°C)  | 1,8  | 4,4  | 8,9  | 14,2 | 19,6 | 22,0 | 24,3 | 23,8 | 19,4 | 15,0 | 7,2  | 2,3  | ⌀ | 13,6 |
| Mittl. Tagesmin. (°C)  | −5,9 | −4,7 | −1,1 | 2,4  | 7,2  | 10,3 | 12,2 | 12,1 | 8,6  | 4,6  | −0,3 | −4,1 | ⌀ | 3,5  |
|                        |      |      |      |      |      |      |      |      |      |      |      |      |   |      |
| Niederschlag (mm)      | 107  | 97   | 130  | 85   | 123  | 174  | 208  | 179  | 144  | 93   | 107  | 119  | Σ | 1566 |
|                        |      |      |      |      |      |      |      |      |      |      |      |      |   |      |
| Luftfeuchtigkeit (%)   | 74,1 | 63,7 | 58,9 | 51,7 | 50,8 | 55,0 | 53,9 | 55,2 | 58,1 | 58,7 | 71,6 | 79,5 | ⌀ | 60,9 |

| −5,9 |

| −4,7 |

| −1,1 |

| 2,4 |

| 7,2 |

| 10,3 |

| 12,2 |

| 12,1 |

| 8,6 |

| 4,6 |

| −0,3 |

| −4,1 |

| −5,9 |

| −4,7 |

| −1,1 |

| 2,4 |

| 7,2 |

| 10,3 |

| 12,2 |

| 12,1 |

| 8,6 |

| 4,6 |

| −0,3 |

| −4,1 |

| N i e d e r s c h l a g | 107 | 97  | 130 | 85  | 123 | 174 | 208 | 179 | 144 | 93  | 107 | 119 |
|                         | Jan | Feb | Mär | Apr | Mai | Jun | Jul | Aug | Sep | Okt | Nov | Dez |

## Limnologie

### Zirkulation

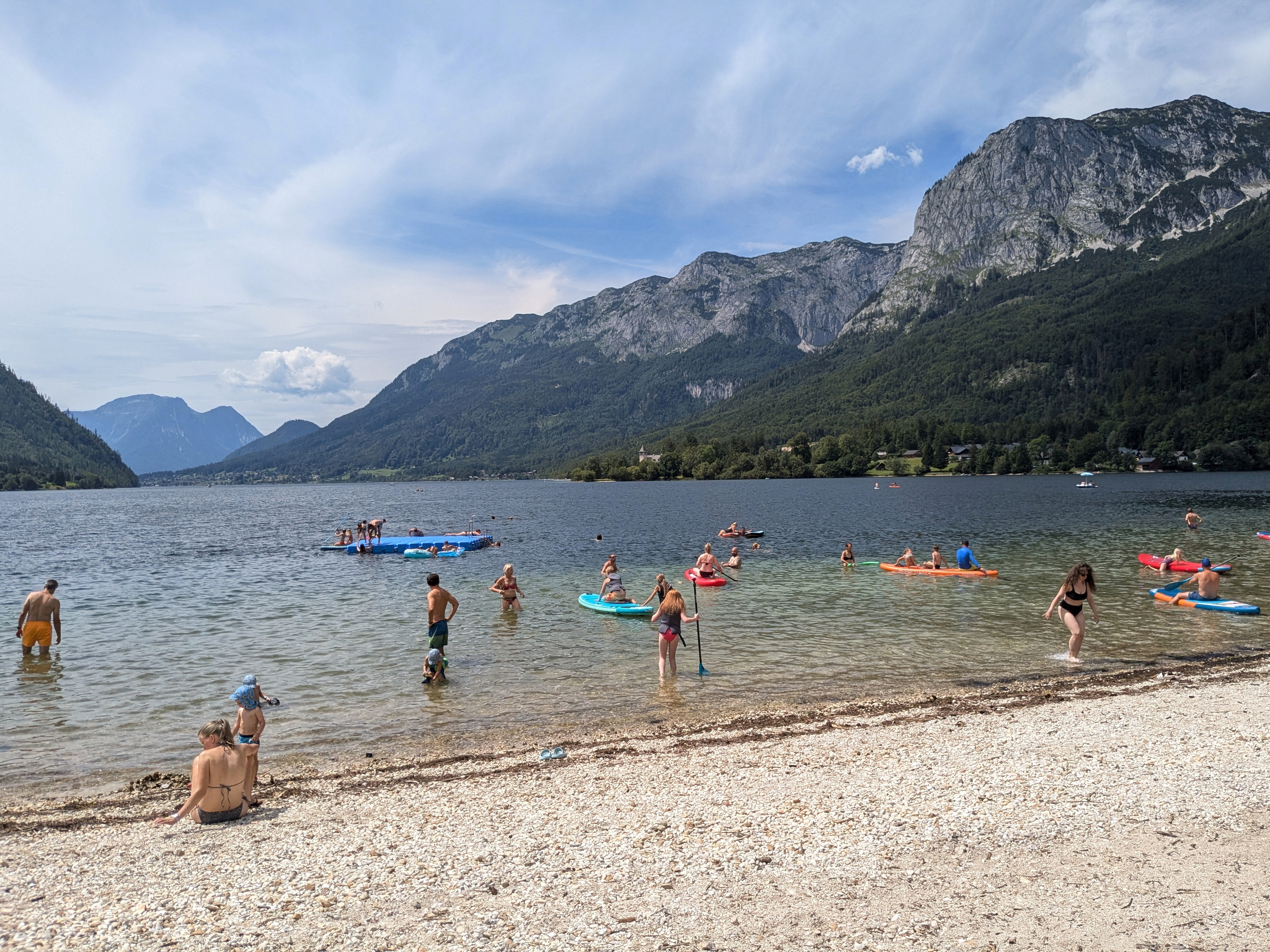
Vor allem im Sommer wird der See wegen milder Wassertemperaturen zum Baden genutzt. Badeplatz Gößl

Der Grundlsee ist ein dimiktischer See. Im Frühjahr nach der Eisschmelze durchmischt sich der Wasserkörper und bringt sauerstoffreiches Wasser in die Tiefe. Im Sommerhalbjahr bildet sich eine Sprungschicht und nur die Oberflächenschicht erwärmt sich, im Herbst kommt es erneut zur Durchmischung, der die Eisbildung folgt. Im Grundlsee liegen ausgeprägte Schichtungsverhältnisse vor. Das Epilimnion weist nur eine sehr geringe Mächtigkeit von etwa fünf Metern auf. Das gleichförmig temperierte Hypolimnion beginnt bei 30 Metern. Bereits kurz nach der Frühjahrszirkulation beginnen die Wassertemperaturen an der Oberfläche zu steigen und erreichten bei Messungen im August in den Jahren 2000 bis 2006 ein Oberflächenmittel von 17,5 °C. Die bisher höchste Wassertemperatur von 22 °C wurde während des Sommers 2003 festgestellt. Unterhalb von 30 Metern Tiefe liegen die Temperaturen bei mittleren 4,2 °C. Bis zur sommerlichen Stagnationsphase erwärmt sich das Hypolimnion durchschnittlich nur um 0,1 °C. Der See ist durchschnittlich an 64 Tagen im Jahr von einer Eisschicht bedeckt.

### Trophie
Der See weist eine niedrige Konzentration an Nährstoffen auf und ist somit oligotroph. Bei Messungen in den Jahren 2000 bis 2006 ergab sich für den Grundlsee ein mittlerer Phosphorgehalt von 5,7 µg/l. Durch die Einleitung ungeklärter Abwässer konnte in den 1960er Jahren ein Eutrophierungstrend festgestellt werden und die Sauerstoffsättigung über Grund nahm bereits ab. Daraufhin wurden Sanierungsmaßnahmen durchgeführt, die 1980 mit der Errichtung einer regionalen Verbandskläranlage mit einer dritten Reinigungsstufe im Gemeindegebiet von Bad Aussee beendet wurden. Die Sauerstoffsituation verbesserte sich rasch und der oligotrophe Zustand des Sees konnte langfristig erhalten werden. Durch die geringe Phytoplanktonkonzentration und das geringe Algenwachstum beträgt die mittlere sommerliche Sichttiefe 8,5 Meter.

### Plankton
Chlorophylluntersuchungen zufolge ist das Algenwachstum im Grundlsee als sehr gering einzuschätzen. Cryptophyceae und Kieselalgen, vor allem Arten der Gattung Cyclotella, bilden den Hauptbestandteil des Phytoplanktons. Cyclotella styriaca stellt eine Besonderheit dar, da diese Art bisher nur im Altausseer See und im Grundlsee nachgewiesen wurde. Das Zooplankton ist mit deutlich mehr Biomasse vertreten. Von den Rotatorien wurden Kellicottia longispina, Keratella cochlearis und Keratella hiemalis häufig festgestellt. Das Crustaceenplankton des Grundlsees setzt sich größtenteils aus den Arten Eudiaptomus gracilis, Cyclops abyssorum, Daphnia hyalina und Eubosmina longispina zusammen.

## Flora und Vegetation

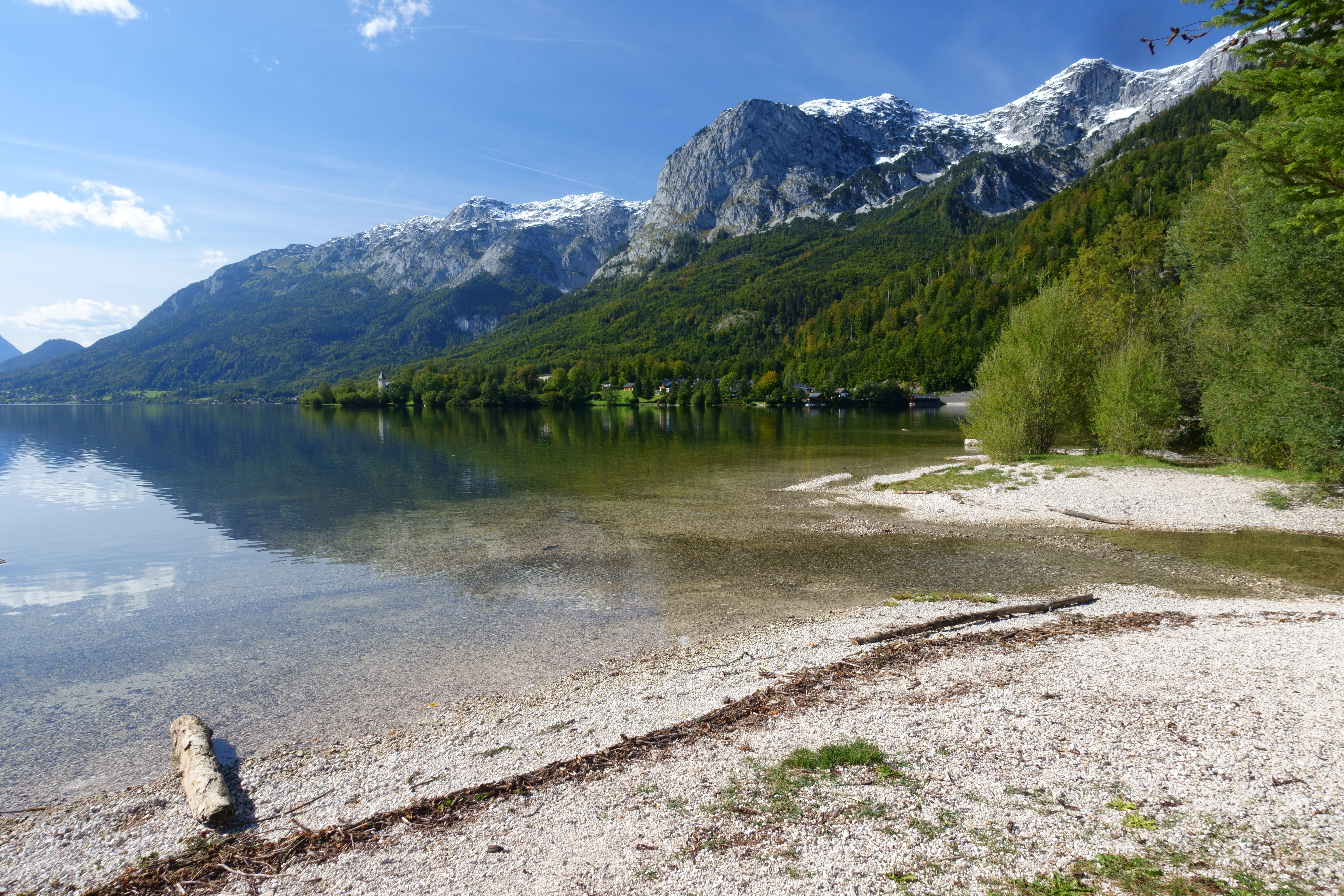
Natürliches Ufer im Mündungsbereich des Toplitzbachs

Die Wasserpflanzenflora ist im See durch die abwechselnd steinigen und sandig‐schlammigen, reich strukturierten Uferbereiche besonders vielfältig. Beim Wasserwehrhaus Gößl wachsen etwa großflächig dichte Rasen des Gras-Laichkrauts (Potamogeton gramineus) und an mehreren Stellen das Schimmernde Laichkraut (Potamogeton × nitens). Weitere Vertreter der Gefäßpflanzen sind Kanadische Wasserpest (Elodea canadensis), Ähriges Tausendblatt (Myriophyllum spicatum), Berchtolds Zwerg-Laichkraut (Potamogeton berchtoldii), Krauses Laichkraut (Potamogeton crispus), Spiegelndes Laichkraut (Potamogeton lucens), Schwimmendes Laichkraut (Potamogeton natans) und Kamm-Laichkraut (Potamogeton pectinatus), Durchwachsenes Laichkraut (Potamogeton perfoliatus) und Haarblättriger Wasserhahnenfuß (Ranunculus trichophyllus). Von den Armleuchteralgen sind folgende Arten vertreten: Chara contraria, Chara globularis, Chara strigosa und Chara virgata.

## Fauna

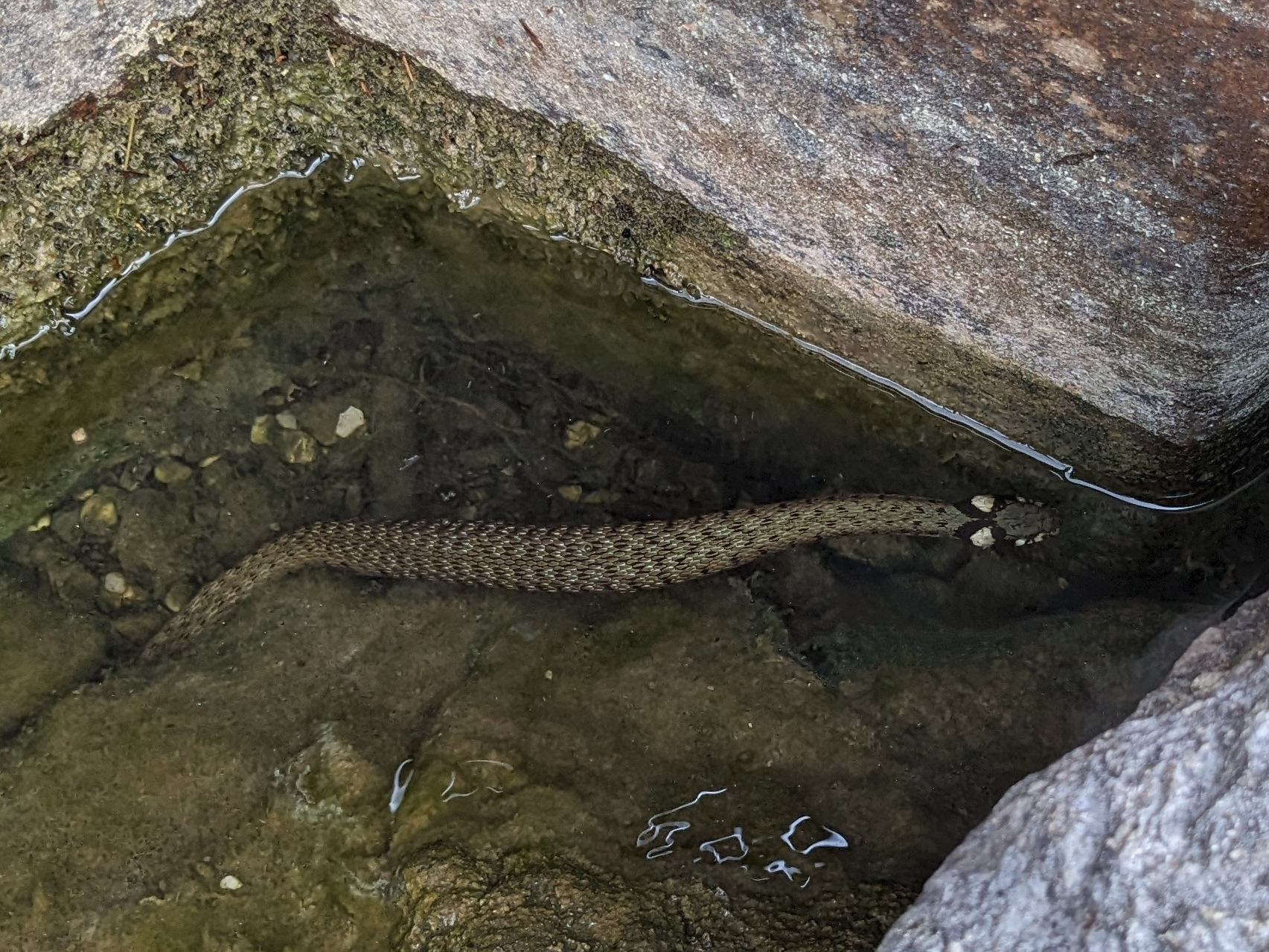
Ringelnatter (Natrix natrix) am Ostufer

Ursprünglich waren im Grundlsee nur folgende acht Fischarten heimisch: Aalrutte (Lota lota), Aitel (Squalius cephalus), Elritze (Phoxinus phoxinus), Schmerle (Barbatula barbatula), Seeforelle (Salmo trutta), Seelaube (Alburnus chalcoides) und Seesaibling (Salvelinus alpinus). Durch künstlichen Besatz oder Einschleppung kommen überdies noch folgende Fischarten vor: Aal (Anguilla anguilla), Flussbarsch (Perca fluviatilis), Hecht (Esox lucius), Koppe (Cottus gobio) und Reinanke (Coregonus sp.).
Die auffälligste Vogelart am Grundlsee und an den anderen Salzkammergutseen ist der Höckerschwan (Cygnus olor), dessen erste Ansiedlung am Traunsee im Jahre 1875 erfolgte. Am Grundlsee ist er seit den 1950er Jahren nachgewiesen. Weitere häufige Jahresvögel sind Stockente (Anas platyrhynchos) und das Blässhuhn (Fulica atra). Seltener sind Reiherente (Aythya fuligula), Tafelente (Aythya ferina) und Haubentaucher (Podiceps cristatus) anzutreffen. Der Kormoran (Phalacrocorax carbo) ist am Grundlsee heimisch und ernährt sich vom Fischbestand im See und auch von den Fischen der umliegenden Zuchtanlagen, weshalb er dort auch gejagt wird.

## Naturschutz
Der Grundlsee steht nicht unter Naturschutz, jedoch beginnt am Ostufer das Europaschutzgebiet Totes Gebirge mit Altausseer See Europaschutzgebiet Nr. 35, das gemäß FFH- und Vogelschutzrichtlinie als Teil des Netzwerks Natura 2000 verordnet wurde. Die im See lebende Seelaube (Chalcalburnus chalcoides) ist nach der FFH-Richtlinie eine geschützte Art und wandert zur Laichzeit in den Toplitz- und Stimitzbach. Um zusätzliche Laichplätze für die Seelaube und andere Tierarten zu schaffen, wurde 2016 der Mündungsbereich der Stimitz renaturiert und ein Altarm geöffnet, um die Verbindung zum See wiederherzustellen.

## Wirtschaft

### Schifffahrt

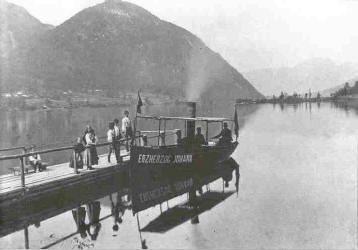
Das Dampfboot „Erzherzog Johann“ (1879)

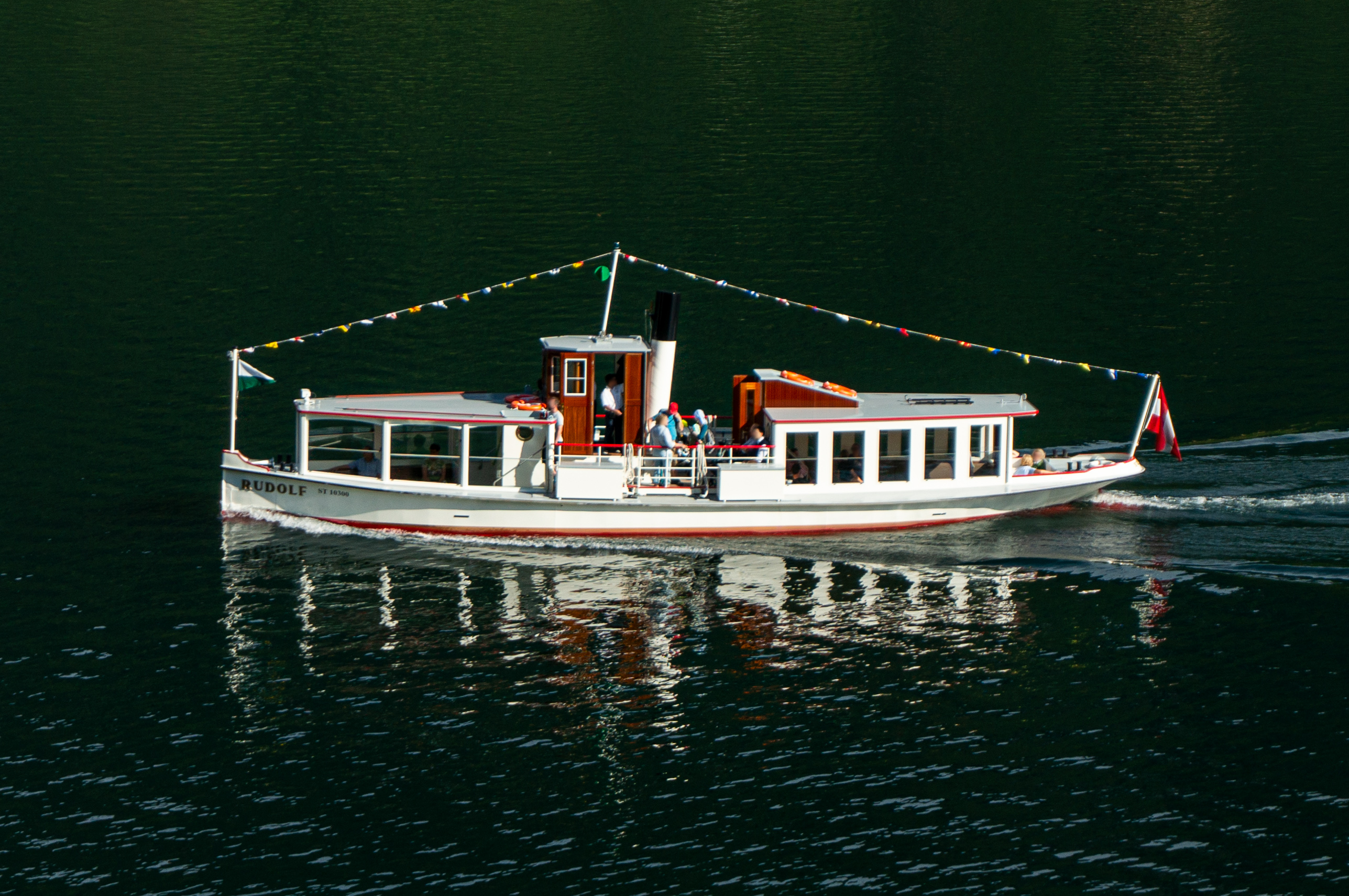
MS Rudolf (2017)

1879 gründete Albin Schraml ein Dampfschifffahrts‑Unternehmen und eröffnete am 14. Juni 1879 mit dem kleinen hölzernen Dampfboot Erzherzog Johann den Schiffsverkehr. 1903 wurde die heute noch verkehrende Rudolf in Dienst gestellt. 
Die Schifffahrt Grundlsee wechselte mehrmals den Besitzer. 2015 übernahm die Tauroa GmbH von Dietrich Mateschitz die Schifffahrt Grundlsee. Auf dem See wird von Ende April bis Ende Oktober eine Linien- und Ausflugsschifffahrt mit drei Motorschiffen (Rudolf, Traun und Gössl) sowie mit Plätten, betrieben. Die Linienschiffe verkehren zwischen dem West- und dem Südufer mit Nord- und Südkurs. Weiters gibt es mehrere Verleihstationen für Elektroboote. Am Grundlsee wie auf allen Seen des inneren Salzkammergutes besteht ein Verbot von Verbrennungsmotoren auf Schiffen und Booten. Ausgenommen sind Berufsfischerei, Linienschifffahrt und Fahrzeuge der Rettung und Feuerwehr.

### Fischerei

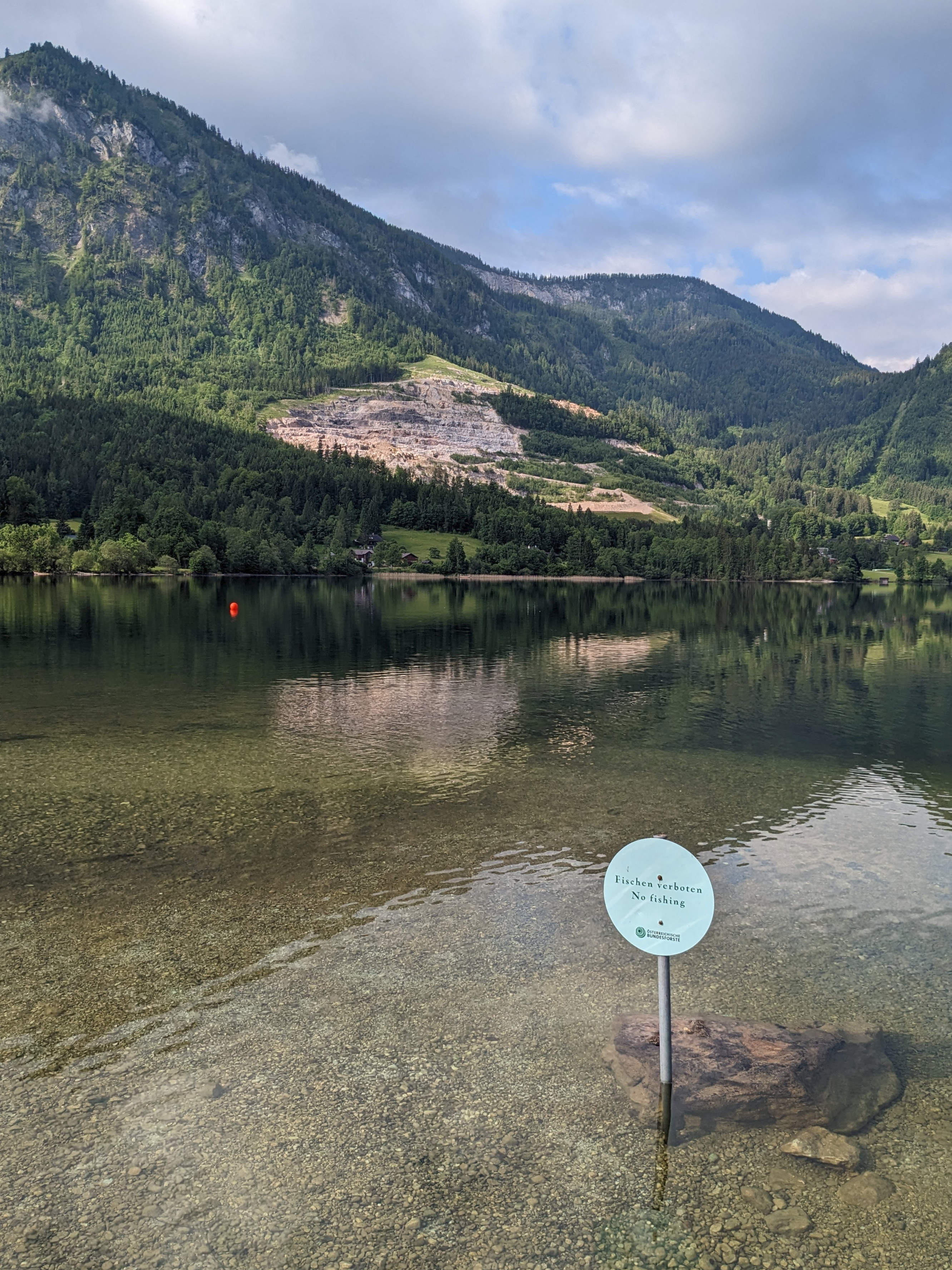
Das Ostufer ist als Schongebiet (Laichschonstätte) ausgewiesen. Blick auf den Gips- und Anhydrit-Etagentagebau Wienern

Der Grundlsee wird seit dem 13. Jahrhundert fischereiwirtschaftlich genutzt. Die Fischerei wird im Herzog Albrechtschen Gesamturbar von 1280 bis 1295 erwähnt. 1425 legte eine Urkunde von Friedrich III. die Namen der Personen fest, die Fischereirechte im Grundlsee hatten. Im Mittelalter erblühte die Berufsfischerei und die Netzfischerei war bereits hoch entwickelt. Im Mittelalter wurden noch lebende Zinsfische in Holzfässer an den Grazer Hof transportiert. Im 16. Jahrhundert wurden Seesaiblinge an den Wiener Hof geliefert. Aufgrund der langen Wegstrecke wurden sie oft in gebratener, geselchter Form oder in Essig eingelegt transportiert.
Heute wird die Fischerei von einem Berufsfischer der Österreichischen Bundesforste professionell betreut und bewirtschaftet. Die Hauptfischart ist der Seesaibling (Salvelinus umbla). Die jährliche Fangmenge liegt bei zirka 3000 kg Fischen. Ähnlich wie am nahen Hallstätter See soll die Fangmenge dem jährlichen natürlichen Zuwachs im Gewässer entsprechen. Der Flussbarsch (Perca fluviatilis) war ursprünglich nicht im See heimisch, sondern gelangte Ende der 1980er Jahre aus bislang ungeklärter Ursache in das Gewässer. Als Fremdfischart veränderte er das Gewässerökosystem und richtete Schaden am Bestand der Elritzen und Seesaiblinge an, von deren Laich er sich ernährt. Um das Gleichgewicht wieder herzustellen, wird versucht, die Population des Flussbarsches zu verkleinern. Dies geschieht unter anderem mit versenkten Fichtenzweigen, an denen der Barsch laicht. Die Zweige werden geborgen und die Fischeier vernichtet. Die Hauptaufgabe in der Seefischerei Grundlsee ist seither der Wiederaufbau der standorttypischen Fischfauna, speziell des heimischen Grundlseesaiblings und der Seeforelle. Die letztgenannte Fischart erreicht im Grundlsee große Ausmaße. Die größte jemals gefangene Seeforelle wog 27 kg und ist als Präparat im Gemeindeamt Grundlsee ausgestellt.
2005 wurde erstmals eine Masseninfektion der Seesaiblinge durch den Bandwurm Triaenophorus crassus nachgewiesen. Der Bandwurm verursacht Zysten im Fleisch der Fische, weshalb diese nicht mehr vermarktet werden dürfen. Üblicherweise dienen Reinanken als Zwischenwirt und der Hecht als Endwirt. Um den Seesaiblingbestand zu schützen, wird seither versucht, die Hechte aus dem See zu entfernen. Dies geschieht durch gezielte Befischung und Fangprämien. Um im Grundlsee wieder einen guten See- und Bachforellenbestand aufzubauen, wurden drei ganzjährige Schongebiete eingerichtet, in denen das Fischen verboten ist.

### Tourismus

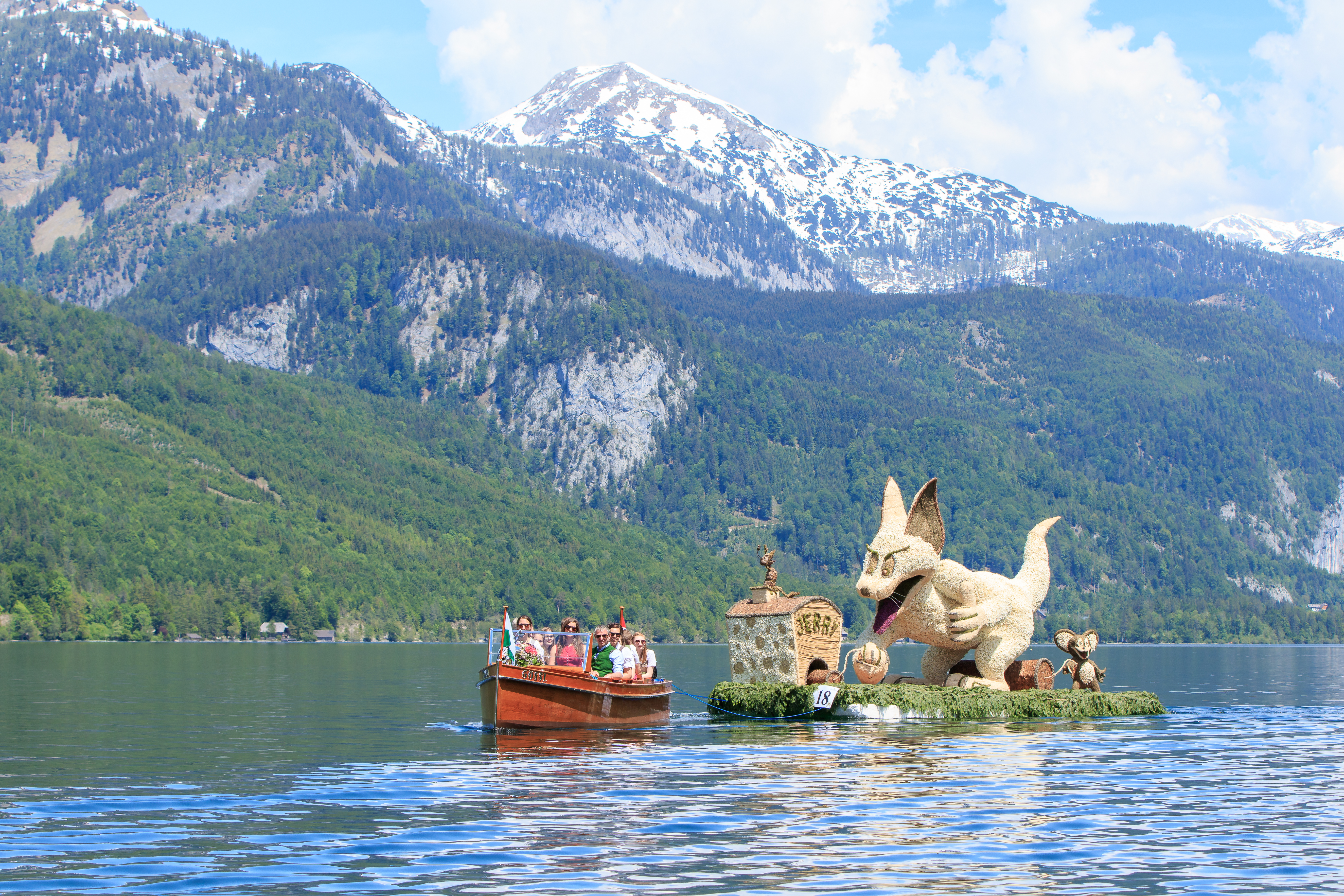
Narzissenfest 2019

Der Grundlsee ist wegen seiner schönen Lage ein beliebtes Ausflugsziel. In den umliegenden Orten existiert eine ausgeprägte touristische Infrastruktur mit Beherbergungs- und Bewirtungsbetrieben. Am Ostufer befindet sich ein Campingplatz. Der Großteil des Ufers ist frei zugänglich. Um den See befinden sich mehrere öffentliche Naturbadeplätze und Badestege. Ein Freibad gibt es in der Ortschaft Archkogl. Der Grundlsee ist auch zum Eislaufen und Eisstockschießen geeignet, da er im Winter oft vollständig zufriert. Während des mehrtägigen Narzissenfests Ende Mai / Anfang Juni findet jedes dritte Jahr ein Bootskorso am Grundlsee statt. Hierbei werden mit Stern-Narzissen verzierte Skulpturen zur Schau gestellt.

## Sport
Aufgrund der guten Windsituation ist der Grundlsee ein beliebtes Segel- und Surfrevier. Der Steirische Yachtclub Grundlsee mit Sitz im Ortsteil Bräuhof wurde 1954 gegründet. Am Grundlsee bildet sich häufig eine typische Thermik, die sich durch die topographische Lage entwickeln kann. Bei stabiler Schönwetterlage entsteht am frühen Nachmittag durch das Erwärmen des nordöstlich gelegenen Gebirgsmassivs eine Vertikalströmung, die von einer kühlen Zuluft vom westlichen Abfluss bis ins östlich gelegene Becken gespeist wird. So entsteht auch bei stabiler Hochdrucklage eine gleichmäßige frische Brise. Aufgrund der meistens hervorragenden Sichttiefe ist der Grundlsee ein beliebtes Tauchgebiet. Beim Badeplatz in Gößl befindet sich eine Tauchschule.
Der Grundlsee ist Ausgangspunkt mehrerer Wanderwege:
- Weg 213: Von Schachen über die Gößler Alm zum Wildgößl
- Weg 214: Von Gößl über die Lahngangseen zur Pühringerhütte
- Weg 235: Vom Ortsteil Grundlsee über den Almbergweg zum Albert-Appel-Haus
- Weg 272: Von Gößl zur Schneckenalm

## Namenskunde
Das Ennstal war Siedlungsraum der Alpenslawen und viele Flurnamen sind slawischen Ursprungs. Der Grundlsee wurde erstmals 1188 als „Chrungilse“ erwähnt und geht auf altslawisch krǫglo jezero (runder See) zurück. Der Name wurde früh eingedeutscht, da der alte slawische Nasal erhalten geblieben ist. Später wurde das Hydronym an mittelhochdeutsch grundel (Gründling) angeglichen. Der Name des einmündenden Toplitzbachs leitet sich vom slawischen toplica ab und bedeutet warmes Quellwasser. Da er der größte See der Steiermark ist, nennen ihn die Einheimischen auch „das steirische Meer“.

## Geschichte

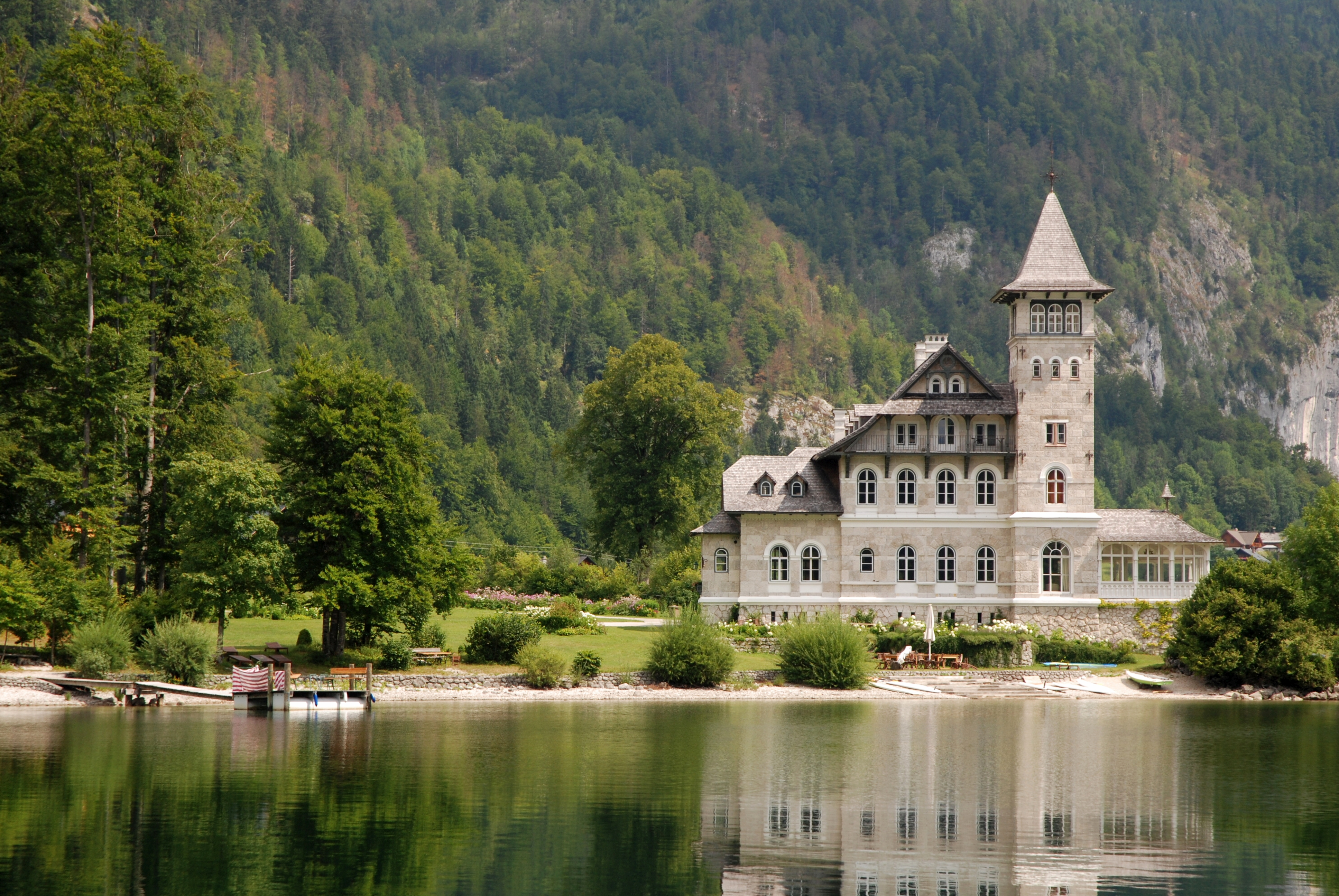
Die Villa Roth, auch Schloss Grundlsee genannt, ist das dominierende Bauwerk am östlichen Grundlsee

Wie an allen Seen des inneren Salzkammerguts war auch am Ausfluss des Grundlsees eine Klause zur Holztrift vorhanden, da dort mit relativ geringen Mitteln sehr große Wassermengen gespeichert werden konnten. Erstmals wurde sie in der Waldbeschau von 1561 erwähnt. Zu dieser Zeit bestand sie noch vollständig aus Holz. Die Lebensdauer einer Klause betrug im Durchschnitt 30 Jahre. Um den großen Holzverbrauch infolge der häufigen Neubauten zu vermindern, wurden wichtige Klausen ab Mitte des 18. Jahrhunderts im Zuge der Reformen des Salzamtmannes Freiherr von Sternbach mit Steinquadern neu gebaut. Dies erfolgte bei der Grundlseeklause 1754. 1883 wurde sie erneuert. Zum Auffangen des geschwemmten Holzes existierte ein Außenrechwerk, das vermutlich bereits um 1300 erbaut wurde. Vermutlich um 1500 wurde ein Vorwerkrechen in der Grundlseetraun erbaut. Nach Auflassung des Sudbetriebes im Markt Aussee 1867 waren die Rechen funktionslos geworden. Die Klause wurde vermutlich bei einem Hochwasser 1899 zerstört. Die letzten Reste der Rechen wurden bei den Verbauungsmaßnahmen nach den Katastrophenhochwässern 1897 und 1899 beseitigt.
Bei der Seeklause befindet sich ein denkmalgeschütztes Gebäudeensemble aus dem 16. Jahrhundert. Dazu gehört auch ein Fischkalter. Dieser steht auf Pfählen im Wasser und hält in Unterwasserkäfigen Fische auf Vorrat.
Während des Zweiten Weltkriegs war das Ausseer Land mit dem Grundlsee Teil der Alpenfestung und Rückzugsort der Nationalsozialisten. Am Nordostufer befindet sich die Villa Roth, die von Joseph Goebbels mit seiner Familie als Sommerresidenz genutzt wurde. Von 1943 bis 1945 war die Villa offizielle Dienststelle der Chemisch-Physikalischen Versuchsanstalt der Marine (CPVA), die am Toplitzsee eine Versuchsstation unterhielt. In der Villa Castiglioni wurden am Ende des Weltkrieges Teile der Führerbibliothek gelagert, die im Rahmen des Sonderauftrags Linz geschaffen werden sollte.

## Der Grundlsee in Kunst und Literatur

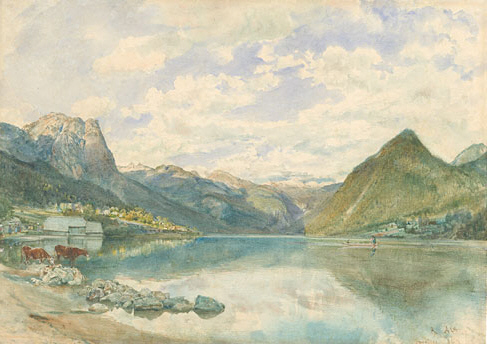
Rudolf von Alt: Gebirgslandschaft mit dem Grundlsee, 1859

Der See ist Gegenstand der Sage Der Wassermann vom Grundlsee. In der Sage wird von Fischern erzählt, die einen Wassermann fingen. Aus Mitleid ließen sie ihn wieder frei und der Wassermann offenbarte ihnen das Salzvorkommen im Sandling. Der Wassermann ziert das Wappen der Gemeinde Grundlsee.

„Wißt Ihr! Mein süßes Element wird säuerlich und gibt Erwerb Euch allen! In Eueren Bergen lagert Kern; salzhandig rinnt’s her und bei den zwei See-Traunen raucht’s!“

In der Biedermeierzeit kamen Landschaftsmaler in das Salzkammergut und an den Grundlsee. Rudolf von Alt, Conrad Kreuzer und Ferdinand Georg Waldmüller schufen Werke, die den Grundlsee und dessen Umgebung zeigen. Vor allem Ansichten vom Westufer auf den Backenstein waren beliebte Motive.
Grundlsee ist der Titel eines gleichnamigen Romans des österreichischen Schriftstellers Gustav Ernst.